# Lloyd-Gymnasium
Das Lloyd-Gymnasium ist eine Europaschule in Bremerhaven.

## Geschichte
Das Bremerhavener Gymnasium im alten, noch nicht mit Lehe und Geestemünde zusammengelegten Bremerhaven lag und liegt an der Grazer Straße/Bogenstraße. Nach 1945 erhielt es den Namen Bürgermeister-Smidt-Schule. Später zum Schulzentrum Bürgermeister-Smidt umbenannt, trägt die Schule seit 2004 den Namen Lloyd-Gymnasium. Ihm wurde im selben Jahre (2004) die Pestalozzischule I an der Wiener Straße eingegliedert. Das heutige Lloyd-Gymnasium ist also das ehemalige Gymnasium Bremerhaven mit einem Gebäudeteil, der früher Pestalozzischule hieß. Im Gebäude an der Wiener Straße 3 befinden sich die Klassen 5 bis 9 mit rund 700 Schülern. Das Gymnasium hat für die Oberstufe ein weiteres Haus an der Grazer Straße (Bremerhaven) mit 1000 Schülern. Es ist mit beiden Häusern das einzige durchgängige Gymnasium der Stadt mit insgesamt etwa 1700 Schülern.
Am 19. Mai 2022 kam es an der Schule zu einer Amoktat, bei der eine Person schwer verletzt wurde, als ein 21-jähriger Armbrustschütze in das Gebäude der Oberstufe stürmte.

## Schüler
Nach Geburtsjahr geordnet
- Otto Heinrich May (1887–1977), Historiker und Bibliothekar
- Helmuth Andreas Koch (1889–1963), Verwaltungsjurist, Amtmann, Oberbürgermeister, Finanzminister in Niedersachsen
- Otto Höver (1889–1963), Kunsthistoriker, Schriftsteller und Stadtbibliothekar in Bremerhaven
- Kurt Ditzen (1891–1982), Richter und Verleger
- Hans Helmuth Hoffmeyer (1892–1974), Kommunalpolitiker, 1946 Kreisjagdbeauftragter, Schwager von Hans Scharoun
- Johannes Mattfeld (1895–1951), Botaniker, Leiter des Botanischen Gartens und Museums in Berlin-Dahlem
- Julius Degener (1898–1994), Kaufmann in der Hochseefischerei
- August Dierks (1899–1983), Förderer von Wirtschaft, Kultur und Wissenschaft, Mitbegründer des Deutschen Schiffahrtmuseums
- Rolf Seggel (1910–1968), MdBB
- Heinrich Homann (1911–1994), Vorsitzender der NDPD (1972–1989)